# General Catalogue of Stellar Radial Velocities
O General Catalogue of Stellar Radial Velocities (em português, Catálogo Geral de Velocidades Radiais Estelares) é um catálogo de estrelas que lista a velocidade radial para 15 107 estrelas. Ele foi compilado por Ralph Elmer Wilson e publicado pelo Instituto Carnegie em 1953. Muitas das medições de velocidade foram realizadas no Observatório Monte Wilson.